# Matvej Vasil'evič Zacharov
Matvej Vasil'evič Zacharov (in russo Матве́й Васи́льевич Заха́ров?; Tver', 17 agosto 1898 – Mosca, 31 gennaio 1972) è stato un generale sovietico, nominato l'8 maggio 1959 maresciallo dell'Unione Sovietica.

## Origini e carriera
Nato da genitori contadini a Tver', nel 1917 si arruola nella Guardia rossa (futura Armata Rossa). Durante la guerra civile, serve sotto il generale Kliment Vorošilov. Si diploma all'Accademia militare Frunze nel 1928 e successivamente all'Accademia Ufficiali Sovietica (1937). Viene quindi nominato Capo di Stato Maggiore del Distretto Militare di Leningrado e fra il 1938 e il 1940 ottiene l'incarico di Sottocapo di Stato Maggiore Generale e Capo di Stato Maggiore del Distretto Militare di Odessa.
Allo scoppio della guerra con la Germania, con l'Operazione Barbarossa, Zacharov comanda diverse armate nel Sud. Tuttavia sul finire del 1941 viene spostato a Nord in qualità di Capo di Stato Maggiore del Fronte Nord-occidentale. In seguito è Capo di Stato Maggiore del fronte Kalinin (1942) e del secondo fronte Ucraino (1943).
Dopo la guerra ricopre numerose posizioni chiave nell'Armata Rossa, fra cui Comandante in Capo del Gruppo delle Forze Sovietiche in Germania. L'8 maggio 1959 viene nominato Maresciallo dell'Unione Sovietica, divenendo successivamente Capo di Stato Maggiore Generale e Vice-ministro della Difesa (1960-1963). Ritiratosi nel 1971, muore il 31 gennaio 1972.